# 佩德拉萨镇
佩德拉萨镇是西班牙卡斯蒂利亚-莱昂塞戈维亚省的一个市镇。 总面积18平方公里，总人口85人（2001年），人口密度5人/平方公里。